# القانون المسماري

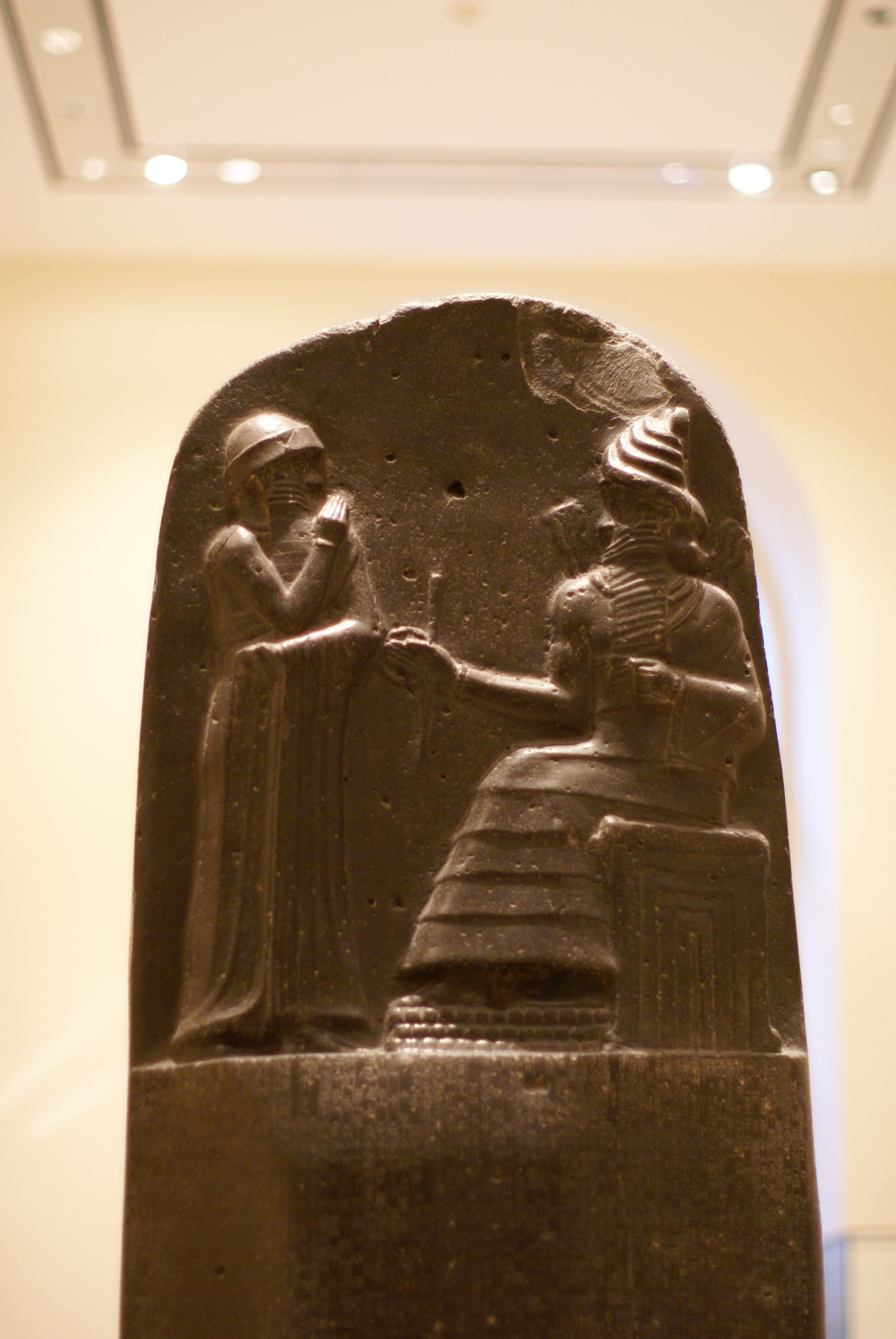
المكان الذي تعرض فيه مسلة حمورابي

يقصد بالقانون المسماري إلى جميع المدونات القانونية المكتوبة بالخط المسماري، والتي تم تطويرها واستخدامها في جميع أنحاء الشرق الأوسط القديم بين السومريين والبابليين والآشوريين والعيلاميين والحوريين والكيشيين والحثيين. تعتبر شريعة حمورابي هي أشهر القوانين المكتوبة بالمسمارية، ولكن كان هناك عدد من القوانين السابفة.

## لمحات
على الرغم من أنها كتبت في عدة مدن وممالك مختلفة، إلا أن هذه القوانين المبكرة لها عدد من الصيغ المشتركة. يحتوي معظمها على خاتمة ومقدمة، والتي عادة ما تشرح الغرض من تأليف القوانين، واستدعاء السلطة الإلهية، وتأمر القارئ بالالتزام بها. تُفرض دائمًا أو «تُسن» باسم الحاكم، سواء كان أميراً أو ملكاً، ولا تظهر أي علامة على أنها نتيجة هيئات تشريعية.
في حين أن العديد من هذه الرموز معروفة جزئياً فقط، إلا أنها ترسم صورة واضحة إلى حد ما تمكننا من معرفة القضايا المتعلقة بالقواعد التي اعتبرتها المجتمعات التي حكمتها مهمة في الألفية الثالثة والثانية والأولى قبل الميلاد.
على عكس القوانين الحديثة، لا يوفر القانون المسماري صيغة عالمية لمجالات القانون العامة. بدلاً من ذلك، تتكون القوانين عادةً من حالات محددة «إذا... ثم...» التي يُقصد بها أن تكون بمثابة مثال أو سابقة. تختلف العقوبات على الجرائم من رمز إلى آخر، ولكن لا تنص جميعها على الانتقام. يدعو البعض منها إلى الغرامات فقط في حالات معينة، مثل قانون أورنمو، حيث تقول أحد السطور: «إذا ضرب رجل عين رجل آخر، يزن نصف مينا من الفضة». تم ترتيب هذه الحالات أحيانًا بترتيب عشوائي ظاهرياً، على الرغم من أن هذا قد يكون نتيجة عدم القدرة على تفسيرها بشكل صحيح حالياً كما كانت في الوقت الذي كانت فيه سارية.
يُصنف القانون المسماري عمومًا بشكل منفصل عن قانون الشرق الأوسط اللاحق، ولكن يُنظر إليه على أنه سابق للقانون التوراتي واليهودي. كانت مجتمعات الشرق الأوسط التي استخدمت القانون المسماري بشكل عام على اتصال ببعضها البعض، وطوّرت ثقافات مماثلة. الأكادية، وهي لغة مسمارية، كانت تستخدم في جميع أنحاء المنطقة، وحتى في مصر بسبب الاتصالات الدبلوماسية خلال حقبة العمارنة.

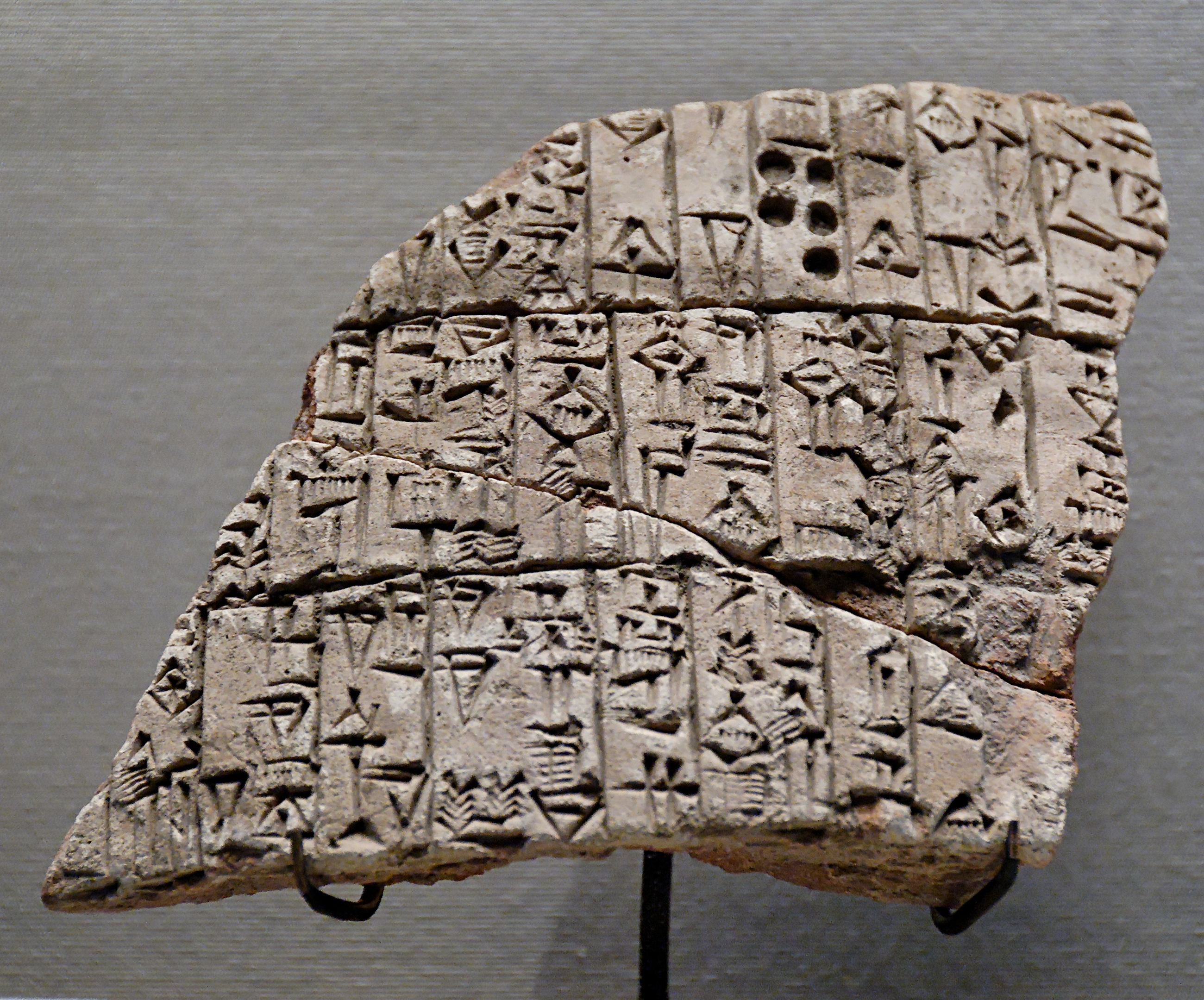
جزء من نصوص إصلاحات أوركاجينا في متحف اللوفر

## التسلسل الزمني
- سنة 2350 قبل الميلاد - إصلاحات أوركاجينا في لكش - ليست موجودة، ولكن تمت الإشارة إليها في مصادر أخرى.
- سنة 2060 قبل الميلاد - قانون أورنمو (أو شولجي؟) في أور - سلالة أور الثالثة. وهو أقدم رمز تم اكتشاف أجزاء منه. ويتحدث القانون عن السحر وهروب العبيد.
- سنة 1934-1924 قبل الميلاد - قانون لبث عشتار في إيسن - مع خاتمة ومقدمة نموذجية، يتعامل القانون مع العقوبات، وحقوق الناس العاديين، وحق الملوك، والزواج، وغير ذلك.
- سنة 1800 قبل الميلاد - قوانين مدينة إشنونا (تُنسب أحياناً إلى الملك بلالاما)
- سنة 1758 قبل الميلاد - قانون حمورابي - وهو أشهر القوانين القديمة وأكثرها حفظاً. تم اكتشافه في ديسمبر 1901، ويحتوي على أكثر من 282 فقرة نصية، لا تحتوي المقدمة والخاتمة.
- سنة 1500-1300 قبل الميلاد - القانون الآشوري
- سنة 1500-1400 قبل الميلاد - القوانين الحيثية.[2]